# Pleurothallis linearis
Pleurothallis linearis är en orkidéart som först beskrevs av John Lindley, och fick sitt nu gällande namn av John Lindley. Pleurothallis linearis ingår i släktet Pleurothallis och familjen orkidéer. Inga underarter finns listade i Catalogue of Life.